# Championnats d'Europe de judo 1969
Navigation
Édition précédente Édition suivante
La 18e édition des championnats d'Europe de judo s'est déroulée le 18 mai 1969 à Ostende, en Belgique.

## Résultats

### Individuels
| Épreuves                       | Or                       | Argent                     | Bronze                                            |
| ------------------------------ | ------------------------ | -------------------------- | ------------------------------------------------- |
| moins de 63 kg poids léger     | Serge Feist (FRA)        | Dieter Scholz (GDR)        | Jean-Jacques Mounier (FRA) Stanko Topolcnik (YUG) |
| moins de 70 kg poids mi-moyen  | David Rudman (URS)       | Antoni Zajkowski (POL)     | Patrick Vial (FRA) Czeslaw Kur (POL)              |
| moins de 80 kg poids moyens    | Anatoly Bondarenko (URS) | Otto Smirat (GDR)          | Martin Poglajen (NED) Jan Snijders (NED)          |
| moins de 93 kg poids mi-lourds | Peter Snijders (NED)     | Vladimir Pokataev (URS)    | Pierre Guichard (FRA) Martin Segers (BEL)         |
| plus de 93 kg poids lourds     | Willem Ruska (NED)       | Givi Onashvili (URS)       | Vitali Kuznetsov (URS) Erich Butka (AUT)          |
| Toutes catégories              | Willem Ruska (NED)       | Anzor Kibrotsashvili (URS) | Dirk Eveleens (NED) Vladimir Saunin (URS)         |

### Par équipes
| Épreuve     | Or                                                                                       | Argent                                                                                | Bronze |
| ----------- | ---------------------------------------------------------------------------------------- | ------------------------------------------------------------------------------------- | --- |
| Par équipes | Allemagne de l'Ouest Harry Utzat Gerd Egger Wolfgang Hofmann Peter Herrmann Alfred Meier | Pays-Bas Jan Gietelinck Eddy van der Poel Martin Poglajen Peter Snijders Willem Ruska | Union soviétique Sergej Suslin Roin Magaldadse Anatoli Bondarenko Wiktor Kairis Wladimir Pokatajew Witali Kusnetzow France Serge Feist Pierre Guichard Jacques Noris Jean-Luc Rougé François Besson |

## Tableau des médailles
Les médailles de la compétition par équipes ne sont pas comptabilisées dans ce tableau.
| Rang  | Nation             | Or | Argent | Bronze | Total |
| ----- | ------------------ | -- | ------ | ------ | ----- |
| 1     | Pays-Bas           | 3  | 0      | 3      | 6     |
| 2     | Union soviétique   | 2  | 3      | 2      | 7     |
| 3     | France             | 1  | 0      | 3      | 4     |
| 4     | Allemagne de l'Est | 0  | 2      | 0      | 2     |
| 5     | Pologne            | 0  | 1      | 1      | 2     |
| 6     | Autriche           | 0  | 0      | 1      | 1     |
| 6     | Belgique           | 0  | 0      | 1      | 1     |
| 6     | Yougoslavie        | 0  | 0      | 1      | 1     |
| Total | Total              | 6  | 6      | 12     | 24    |

## Sources
- Podiums complets sur le site JudoInside.com.

- Epreuve par équipes sur le site allemand sport-komplett.de.

- Podiums complets sur le site alljudo.net.

- Podiums complets sur le site Les-Sports.info.